# Shōrei-ryū
Ne doit pas être confondu avec Shōrin-ryū.
Le Shōrei Ryu est le nom générique donné au Naha-te à partir du milieu du XIXe siècle.
Le Naha-te (« main de Naha ») est le nom de l'un des deux styles majeurs de karaté d'Okinawa.
Il s'est développé depuis le XVIe siècle à Naha (actuelle capitale d'Okinawa), et a donné naissance au Goju Ryu, au Shitō-ryū et à l'Uechi Ryu.